# Tremsdorf
Tremdorf è una frazione del comune tedesco di Nuthetal, nel Brandeburgo.

## Storia
Il centro abitato di Tremsdorf fu nominato per la prima volta nel 1375.
Il 26 ottobre 2003 il comune di Tremsdorffu fuso con i comuni di Bergholz-Rehbrücke, Fahlhorst, Nudow, Philippsthal e Saarmund, formando il nuovo comune di Nuthetal.